# Spermophora senoculata
Spermophora senoculata (Dugès, 1836), detto anche ragno di cantina dal corpo corto, è una specie di ragno di cantina della famiglia Pholcidae.

## Distribuzione
Si può trovare nel Vicino Oriente ed è stato poi  introdotto negli Stati Uniti, nell'Europa meridionale, in Cina, Corea e Giappone.

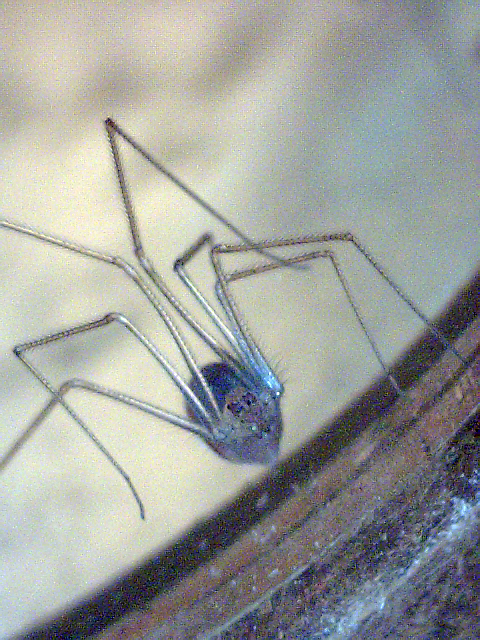

## Nota
1. ↑   BugGuide.net,  https://bugguide.net/node/view/81678.
2. 1 2   Integrated Taxonomic Information System,  https://www.itis.gov/servlet/SingleRpt/SingleRpt?search_topic=TSN&search_value=867225.
3. ↑   NMBE World Spider Catalog,  http://www.wsc.nmbe.ch/species/26947.